# الأميرة جونز
الأميرة جونز (بالإنجليزية: Princess Jones)‏ هو فيلم كوميدي صامت أمريكي عام 1921 من إخراج جوستاف فون سيفيرتيتز وبطولة أليس كالهون وفينسنت كولمان وهيلين دوبوا.

## طاقم التمثيل
- أليس كالهون بدور الأميرة جونز
- فينسنت كولمان بدور آرثر فوربس
- هيلين دوبوا بدور ماتيلدا كوتون
- روبرت لي كيلينج بدور روجر أرلينجتون
- روبرت جايارد بدور المحقق كاري
- جوزيف بيرك بدور جيد برامسون
- سادي مولين بدور تيسا

## روابط خارجية
- الأميرة جونز  في قاعدة بيانات الأفلام على الإنترنت (بالإنجليزية)